# Vitsavaaranaapa-Kiekeröselkä
Vitsavaaranaapa-Kiekeröselkä este o arie protejată (arie specială de conservare — SAC, sit de importanță comunitară — SCI) din Finlanda întinsă pe o suprafață de 1.775 ha, integral pe uscat.

## Localizare
Centrul sitului Vitsavaaranaapa-Kiekeröselkä este situat la coordonatele 67°15′38″N 26°22′17″E / 67.2606°N 26.3714°E.

## Înființare
Situl Vitsavaaranaapa-Kiekeröselkä a fost declarat sit de importanță comunitară în august 1998 pentru a proteja 1 specie de plante și 1 specie de animale. Situl a fost protejat și ca arie specială de conservare în aprilie 2015.

## Biodiversitate
Situată în ecoregiunea boreală, aria protejată conține 7 habitate naturale: Mlaștini împădurite, Râuri naturale fino-scandinave, Cursuri de apă de la nivel de câmpie la nivel montan, cu vegetație Ranunculion fluitantis și Callitricho-Batrachion, Izvoare fino-scandinave și mlaștini produse de izvoare bogate în minerale, Mlaștini alcaline, Turbării Aapa, Taiga vestică.
La baza desemnării sitului se află mai multe specii protejate:
- plante (1): ochii-șoricelului (Saxifraga hirculus)
- mamifere (1): vidră de râu (Lutra lutra)

Pe lângă speciile protejate, pe teritoriul sitului au mai fost identificate 2 specii de păsări, 1 specie de mamifere.